# Orchestre de la fondation Gulbenkian
L'Orchestre de la fondation Gulbenkian (en portugais : Orquestra Gulbenkian) à Lisbonne est un orchestre symphonique portugais fondé en 1962.

## Historique
La fondation Calouste-Gulbenkian a créé l'orchestre en 1962 sous le nom de Orquestra de Câmara Gulbenkian (« Orchestre de chambre Gulbenkian »), composé de 12 musiciens (onze cordes et un clavecin). L'ensemble par la suite a vu ses effectifs augmenter et a reçu son nom actuel en 1971.
L'orchestre est aujourd'hui composé de 66 musiciens permanents. Il donne des séries de concerts au Grand Auditorium de Lisbonne. À l'international, il a fait des tournées en Europe, Asie, Afrique et en Amérique. En 2011, il a donné deux concerts à Erevan en Arménie. En 2013, il a fait une tournée en Chine.
En 2022, Hannu Lintu est nommé chef permanent de l’Orchestre de la fondation Gulbenkian à compter de la saison 2023-2024.

## Chefs permanents
Comme chefs permanents, se sont succédé à la tête de l'orchestre :
- Lambert Baldi (1962-1963)
- Urs Voegelin (1963-1964)
- Renato Ruotolo (1964-1965)
- Trajan Popesco (1965)
- Adrian Sunshine (1966-1967)
- Gianfranco Rivoli (1968-1971)
- Werner Andreas Albert (1971-1973)
- Michel Tabachnik  (1973-1975)
- Juan Pablo Izquierdo (1976-1977)
- Claudio Scimone (1979-1986)
- Muhai Tang (1988-2001)
- Lawrence Foster (2002-2013)
- Paul McCreesh (2013-2016)
- Lorenzo Viotti (2018-2021)
- Hannu Lintu (2023–)

## Créations
Parmi les créations notables de l'orchestre figurent des œuvres d'André Boucourechliev (Concerto pour piano, 1975), Philippe Fénelon (Concerto pour piano no 2, 2002 ; Postludes, 2005), Joan Guinjoan (Ambient núm I, 2e version, 1988), Emmanuel Nunes (Machina Mundi, 1992) ou Iannis Xenakis (Cendrées , 1974).

## Commandes
Actif dans le domaine de la création contemporaine, l'Orchestre Gulbenkian est à l'origine de commandes auprès des compositeurs Attila Bozay (Variations pour orchestre, 1977), Joly Braga Santos, Zygmunt Krauze (Concerto pour violon, 1980), Darius Milhaud (Musique pour Lisbonne, 1968), Emmanuel Nunes (Purlieu, 1971 ; Dan Wo, 1973 ; Fermata, 1974 ; Es Webt, 1975 ; Ruf, 1977 ; Sequencias, 1981 ; Omens II, 1982 ; Stretti pou deux orchestres, 1983 ; Quodlibet, 1991 ; Machina mundi, 1992), Jorge Peixinho (en), Krzysztof Penderecki (Canticum Canticorum Salomonis, 1973) et Michèle Reverdy (Le Cercle du vent, 1989) notamment.

## Discographie sélective
- Marc-Antoine Charpentier : Messe pour les trépassés à 8, H 2, Dies irae, H 12, Élévation, H 234, Motet pour les trépassés à 8, H 311, Miserere des Jésuites, H 193, Chœur Symphonique et Orchestre de la Fondation Gulbenkian de Lisbonne, dir Michel Corboz 2 LP Erato 1973. Report 1 CD Erato, sans H 193
- Marc-Antoine Charpentier : Le Jugement dernier H 401, Beatus vir, H 224, Chœur Symphonique et Orchestre de la fondation Gulbenkian de Lisbonne, dir. Michel Corboz, LP Erato 1978, report CD avec le Miserere des jésuites H 193
- Marc-Antoine Charpentier : Te deum H 146, Tenebrae facta sunt H 129, Salve Regina à 3 chœurs H 24, Nuit, extrait de H 416, (4), Seniores populi H 117, Chœur Symphonique et Orchestre de la fondation Gulbenkian de Lisbonne, dir. Michel Corboz. LP Erato 1977 STU 71002 Report CD (couplé avec H 24, H 224, H 129), ECD 55038